# فرودگاه سانتا کروس د لا سیرا
فرودگاه سانتا کروس د لا سیرا (به انگلیسی: Santa Cruz/Graciosa Bay/Luova Airport) یک فرودگاه با کد یاتا SCZ است . این فرودگاه در کشور جزایر سلیمان قرار دارد .

## شرکت‌های هواپیمایی و مقصدهای پروازی
| شرکت‌های هواپیمایی | مقصدهای پروازی |
| ----------------- | -------------- |
| Solomon Airlines  | سانتا آنا      |